# モンテチルフォーネ
モンテチルフォーネ（イタリア語: Montecilfone）は、イタリア共和国モリーゼ州カンポバッソ県にある、人口約1,400人の基礎自治体（コムーネ）。

## 地理

### 位置・広がり

#### 隣接コムーネ
隣接するコムーネは以下の通り。
- グリオネージ
- モンテネーロ・ディ・ビザッチャ
- パラータ